# Grigore Alexandru Ghica
Grigore Alexandru Ghica (n. 27 august 1804, Botoșani, Moldova – d. 24 august 1857, Le Mée-sur-Seine, Île-de-France, Franța) a fost domn al Moldovei sub numele Grigore al V-lea Ghica din mai 1849 - octombrie 1853 și din octombrie 1854 - 3 iunie 1856. A fost fiul marelui logofăt  Alexandru Constantin Ghica (Alecu) și al Elenei, fiica lui Grigoraș Sturdza.  Acesta, Alexandru C. Ghica, a fost „protector al teatrului românesc la începuturile sale, unul dintre puținii mari boieri respectați.” Grigore Alexandru Ghica a avut o singură soră, Elena (1801- 1889), căsătorită cu polcovnicul rus Pavel Șubin

## Biografie
Alexandru C. Ghica și-a trimis fiul, Grigore, la studii în Germania, de unde, revenind în țară, a îndeplinit înalte funcții. Astfel, în anul 1826, la vârsta de 22 de ani, este numit hatman de către domnitorul Ioniță Sandu Sturdza, socrul său. (L. Boicu, op. cit., p. 12). La 14 aprilie 1834, marele postelnic al Moldovei îl înștiința pe hatmanul Grigore Al. Ghica despre includerea sa în suita pentru învestirea lui Mihail Sturdza, unchiul său dinspre mamă, la Constantinopol. La 18 aprilie 1838, domnitorul Mihail Sturdza l-a numit pe hatmanul Grigore Al. Ghica epitrop al Obșteștei învățături. La 12 noiembrie 1842, domnitorul l-a numit șef al Secretariatului de stat. La 18 iulie  1843, Mihail Sturdza l-a numit pe Grigore Al. Ghica ministru al Finanțelor, în urma demisiei lui Nicolae Suțu.
Descrierea trăsăturilor fizice ale lui Gr. Al. Ghica a fost făcută de Edouard Grenier, secretarul particular (din 1855) al domnitorului și scriitor laureat al Academiei franceze: „La 50 de ani era un bărbat de toată frumusețea, înalt, puternic, cu umerii largi, cu o înfățișare herculeană dar subțiată, cu mâini minunate, păr negru, ochi blânzi și pătrunzători, tăiați în formă de migdală, nasul foarte puțin sumes la vârf, mustață mătăsoasă și subțire, o gură frumoasă și în totul, un grand air...”(L. Boicu, op. cit. p. 17). Există o fotografie după o gravură a Domnitorului Grigore Ghica, călare, la Biblioteca Centrală Universitară din Iași.
Aflându-se la Paris la izbucnirea Revoluției de la 1848 Grigore Al. Ghica se manifestă deschis față de idealurile și obiectivele revoluție, atât în Franța cât și în țară, unde redactează un memoriu adresat comisarului otoman Talaat Efendi, în care ia atitudine împotriva propriului său unchi, principele Sturdza.
În prima domnie a fost numit din mai 1849, dar a ocupat tronul în 2 octombrie, când a avut loc ungerea ca domn în biserica Sf. Nicolae Domnesc. A fost numit domnitor al Moldovei la propunerea marelui vizir Mustafa Reșid Pașa, un om politic turc cu concepții liberale, cunoscut reformator al Imperiului otoman. Deși a luat parte la mișcarea moldovenească din 1848 împotriva rudei sale Mihail Sturdza, a fost  numit ca domnitor în urma Convenției de la Balta-Liman, în același timp cu numirea lui Barbu Știrbei în Muntenia; Convenția ruso-turcă de la Balta Liman limitase domnia lui Grigore Alexandru Ghica, la fel cu cea a lui Barbu Știrbei, la 7 ani. De la început s-a apucat să facă multe îmbunătățiri în ceea ce privește bunăstarea țării: lucrări publice, școala de ingineri specialiști de drumuri și construcții, stoparea abuzurilor, stimularea exporturilor și a importurilor prin coborârea vămii de la 12% la 5%. În timpul domniei sale s-a construit o cazarmă pentru miliție la Copou, Iași, lângă grădina publică, precum și un nou sistem pentru exploatarea salinelor. 
Cele mai importante acte sunt însă organizarea agriculturii și a învățământului public în 1851. În primul domeniu se reglementează raporturile dintre proprietari și muncitori, aducând astfel o îmbunătățire a situației țăranilor, prin scăderea zilelor de muncă, oprind folosirea lor la alte lucrări decât cele agricole, desființează dijma, mărește imașul și ușurează condițiile de strămutare. Din punct de vedere al învățământului, se prevăd trei grade cu predare obligatorie în limba româna peste tot și la toate gradele, chiar și la cele de limbi străine. S-au construit 63 de școli elementare județene și numeroase școli primare. Se înființează două facultăți, de drept și filosofie, la Academia Mihăileană, seminariile se organizează pe același principii ca și facultățile teologice, se înființează Institutul Gregorian sau orfanotrofic, germenul facultății de medicină, fiind ajutați „copiii găsiți” și femeile gravide și sărace, la care se adaugă: școala de moșit, școala de chirurgie și ospiciul de infirmi de la Galata.
În ianuarie 1853 Gr. Al. Ghica a făcut o depresie nervoasă acută, în urma descoperirii unui grup de falsificatori care au prezentat în tribunale acte, testamente și hrisoave false (așa-numitul scandal Hârnav). S-a constatat că aceștia aveau relații apropiate cu înalte oficialități, între care însuși președintele Sfatului Administrativ, logofătul Nicolae Canta. Unii dintre apropiații domnitorului l-au prezentat pe Canta ca pe un complice în afacerea falsificatorilor. În memoriile sale, Nicolae Suțu relatează că  în 26 ianuarie 1853 s-a dus la Al. Gr. Ghica și l-a găsit pe acesta  divagând, „amestecând fapte și vorbe fără nici o legătură între ele, căuta să-mi argumenteze că dușmanii găsiseră calea să-l compromită, acuzându-l de fals.” Ghica a emis un ofis prin care a încredințat provizoriu, din cauză de boală, conducerea Sfatului Administrativ lui Nicolae Suțu. Starea domnitorului s-a agravat și în timpul nopții a încercat să-și pună capăt zilelor, rănindu-se cu un foarfece. Domnitorul a plecat la țară, pentru îngrijire, la Hărpășești, Iași, unde a locuit la Conacul Mavrocordat. La 23 martie, domnitorul s-a întors la Iași și a reluat frânele domniei.

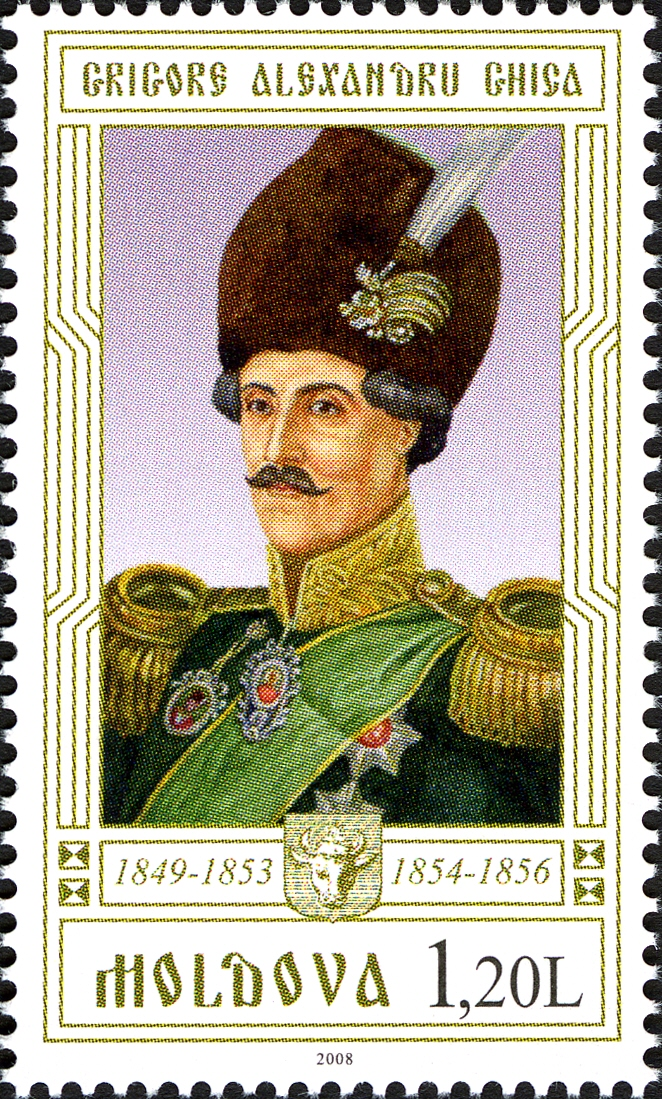
Marcă poștală cu Grigore Alexandru Ghica

Gr. Al. Ghica reușește să îndrepte starea precară financiară a țării în care se afla după Revoluția de la 1848 și după ocupațiile ruso-turce (1853). Dar tot acum izbucnește un nou război ruso-turc și rușii în iunie 1853 intră în Moldova. Începerea ostilităților militare, prin declarația de război a Porții din octombrie 1853  i-a determinat pe domnitorul Moldovei și pe cel al Țării Românești să părăsească tronurile. Ghica și Barbu Știrbei sunt nevoiți să se retragă la Viena. Ei au părăsit puterea nu printr-un firman al Porții, ci în urma ordinelor generalului rus Mihail Dimitrievici  Gorceakov ale cărui trupe au intrat în Moldova, trecând Prutul.  Domnitorul a anunțat la 18/30 octombrie 1853 renunțarea la putere și s-a îndreptat spre Galați, pentru a călători mai departe până la Viena. Țara este condusă de viceguvernatorul principe Uruzov (Memoriile...op. cit. p. 226), aflat sub ordinele guvernatorului general pentru ambele Principate, generalul baron Andrei Budberg. Războiul luând caracter european, și aliații Porții atacând Crimeea, rușii se retrag, și conform înțelegerii, în 1854 austriecii îi înlocuiesc, ocupând țara. La 11 octombrie 1854, generalul de divizie otoman Derviș Pașa, comisar imperial, i-a adresat o invitație prințului Grigore Al. Ghica de a părăsi Viena și a reocupa tronul Moldovei. Odată cu austriecii, reintră și Ghica în Moldova, în 28 octombrie (stil vechi). Sosit la Iași, domnitorul  a dat un ofis către Sfatul administrativ, prin care își exprima satisfacția pentru primirea făcută de populație. Din acest moment, guvernul său se mărginește la soluționarea problemelor curente și de a  găsi mijloace pentru a satisface cheltuielile ocupanților, care cresc până când bugetul țării prezintă în 1856 un deficit de 7 milioane de lei.
Termenul său de domnie expiră odată cu Tratatul de la Paris, care a pus capăt războiului și în locul lui a fost numit un caimacam,  Teodor Balș. În 14 iulie 1856 a fost trimis firmanul prin care Al. Gr. Ghica era desărcinat de guvernare  și un alt firman de numire în căimăcămie a lui Teodor Balș.
A fost un adept al principiilor naționale. La 28 noiembrie/10 decembrie 1855 domnitorul a solicitat Sfatului extraordinar un  proiect de lege pentru desființarea  robiei țiganilor, ca „sclavia să se stingă de pe pământul acesta”. Proiectul de lege a fost votat în unanimitate de Sfatul administrativ la 22 decembrie 1855. A acționat  pentru libertatea presei, (printr-un ofis din 24 ianuarie/5 februarie 1856 s-a desființat cenzura), a încurajat cultura (a tipărit în 1853 Cronica lui Gheorghe Șincai, pe cheltuiala domniei, iar încă din 1852 a încuviințat publicarea Letopisețului Țării Moldovei de către Mihail Kogălniceanu, a introdus telegraful cu ajutorul unor ingineri francezi de la departamentul Lucrărilor Publice și a fost cel care a promulgat legea privind reformarea corpului slujitorilor, în fapt prima lege a jandarmeriei române. Prin abolirea robiei și desființarea cenzurii, Grigore Al. Ghica s-a îndepărtat de marea boierime conservatoare. Domnitorul încurajează mișcarea unionistă, ceea ce a iritat și mai mult boierimea conservatoare: a întemeiat Partida Națională, ajutând organizarea acelui partid.  Începuse să lupte chiar oficial pentru unire, rezervându-și toate forțele de luptă pentru realizarea acestui măreț vis al principatelor și continuă lupta și după părăsirea tronului, la adăpostul puterilor apusene. Atitudinea domnitorului Moldovei nu a convenit Porții otomane, care se opunea unirii Principatelor. Fuad Pașa, ministrul de externe al Turciei adresase un avertisment domnitorului Moldovei contra propagandei unioniste, pe care aprecia că o patronează Ghica. Grigore Al. Ghica i-a răspuns că dacă în timpul Congresului de pace de la Paris s-a străduit să împiedice unele manifestații ilegale, dăunătoare țării, intereselor Europei și ale Porții, după terminarea Congresului, locuitorii Principatelor erau chemați să-și exprime dorințele și nevoile. Nimic altceva nu se făcea decât apropierea opiniilor. Nu existau nici adunări secrete, nici conciliabule, nici dezordine. Astfel că domnitorul nu patrona mișcări secrete, cu caracter insidios, toate relatările  fiind numai calomnii. În ultimele săptămâni ale domniei susținuse cu fermitate Unirea Principatelor sub un principe străin.
La 26 iulie 1856, Samuel Gardner, consulul englez la Iași, informa pe  Secretarul de Stat pentru Afaceri Străine lord Clarendon că Teodor Balș, caimacamul Moldovei, preluase conducerea statului, înlăturând partizanii lui Grigore al V-lea Ghica.
La retragerea din domnie, Grigore Al. Ghica a călătorit cu vaporul pe Dunăre spre Pesta, apoi cu trenul spre Berlin, pentru a nu trece prin Viena, din aversiune față de Imperiul austriac cu poziția sa antiunionistă. La 3 august 1856 a sosit la Paris, unde românii aflați în exil l-au primit cu bucurie, ca pe un militant unionist.

## Viața personală
La 3 octombrie 1825, la vârsta de 21 de ani, la curtea domnească din Iași, s-a căsătorit cu domnița Elencu Sturza, fiica domnitorului Ioniță Sandu Sturdza și a Ecaterinei Rosetti-Roznovanu. Cuplul a avut patru copii înainte să divorțeze în 1833:
- Constantin (Costachi); a fost în timpul domniei tatălui său postelnic, Mare Ban al Moldovei, magistrat și membru la Curtea de Casație.
- Ion (Iancu); a fost numit de tatăl său  locotenent în miliția Moldovei și aghiotant domnesc; ulterior a devenit general și agent diplomatic al României la Petersburg
- Alexandru (Alecu)
- Catinca; s-a căsătorit în 1847 cu Nicolae Mavrocordat și a avut o fiică, Elena.

În 1833, Grigore Ghica se căsătorește cu Ana Catargiu, fiica lui Iordache Catargiu și a Elisabetei Rosetti. Grigore și cea de-a doua soție au avut două fete: Aglaie și Natalia; Natalia a fost căsătorită cu Constantin Balș, șeful poliției. În 1839 soția sa moare la Chișinău, la doar 26 de ani la două ore după ce naște o a treia fiică, Ioana, care nu va apuca să trăiască. Cele două fete au fost crescute de sora tatălui lor, Elena Șubin, la Vaslui și Slobozia. La vârsta de 8 ani, Aglaie este adusă de tatăl ei la Iași la pension, iar la 12 ani este trimisă la Viena la institutul de domnișoare van Demerzel, unde ajunge și sora ei mai mică, Natalia, în 1848. În 1850 Aglaie s-a căsătorit cu ministrul de justiție Răducanu Rosetti, mai mare decât ea cu 19 ani și foarte bogat. Aglaie, soția lui Răducanu Rosetti, a fost mama cunoscutului istoric Radu Rosetti.
După ce a ieșit din domnie, Grigore Ghica s-a stabilit în Franța unde a cumpărat castelul din Le Mée, lângă Melun (departamentul Seine-et-Oise).  
În exil la Paris, Grigore Ghica a avut doi copii, Grigore și Ferdinand, cu metresa sa, văduva Marie Prudence Euphrosine Leroy, cu care s-a căsătorit, pentru a treia oară, la 9 noiembrie 1856. A cerut o audiență la Napoleon al III-lea pentru a pleda cauza Unirii Principatelor, însă a fost refuzat. Ghica a pus refuzul audienței în legătură cu unele pamflete denigratoare apărute după ieșirea lui din domnie, însă cauza adevărată era dorința împăratului să nu nemulțumească Anglia, potrivnică Unirii.
La 24 august 1857, ca o consecință a neurasteniei, se sinucide prin împușcare în cap, cu o armă de vânătoare, la castelul său din Le Mée (astăzi localitatea se numește Le Mée-sur-Seine). Gestul fatal s-ar explica atât prin refuzul lui Napoleon al III-lea de a-l primi, cât și  prin acțiunea lui Teodor Balș de a constitui o comisie de anchetă însărcinată cu analiza gestiunii administrative și  financiare, dar  și, mai ales, prin publicarea broșurii infamante  Revista domniei prințului Grigore Ghica de un membru al partidei naționale (1856) care îi atribuia  malversații și hoții rușinoase  (L. Boicu, op. cit. p. 175).În testamentul său, fostul domnitor scria: „Sînt victima unei trame abominabile: cît de nevinovat sînt, nu pot să trăiesc. Va veni o zi cînd dreptatea va ieși la lumină. Aștept inamicii mei la tribunalul lui Dumnezeu...”
Despre Grigore Ghica a scris frumoase gânduri, în urma decesului, Ion Heliade Rădulescu: „Răposatul Grigore Ghica, fostul bei și gospodar al Moldaviei, deși eșit din Convenția de la Belta-Liman (sic), însă ca român și om onest, când a fost a alege între Adevăr și Minciune, între machinațiunile străine și susținerea causei române, preferi Adevărul și demască machinațiunile străine formal și cu toată competința cu care îl revestia înalta sa posițiă.”